# Ашера
Аше́ра, Асірат, Асірту, Асірату, хетська Ашерту, аморейська Ашрату (івр. אשרה ,עשתרת Ашторет, араб. عشتار Іштар, перс. ایشتار Істар, грец. Ἀστάρτῃ Астарта; Ануніт, Нана, Інана, Інанна) — угаритсько-фінікійська богиня-мати (західносемітська міфологія), праматір, верховна богиня і володарка богів, дружина верховного угаритського бога Ілу. 
Також назва дерев'яного стовпа, що символізує богиню. Слово трапляється в Старому Завіті, у текстах угаритських міфів та інших пам'ятках стародавнього Близького Сходу. Синодальний переклад передає слово «ашера» як «гай», «діброва», «ідол дібровний», «дерево» й «Астарта».
Угаритська богиня Асірату згадується в багатьох міфах, як дружина бога Ілу і мати богів, шерег культурних зображень жінок присвячені їй.

## Етимологія
Походження імені Ашера лишилося невизначеним. Вчені висунули кілька альтернативних гіпотез, нижче наведені деякі з них.
- Зв'язок з староєврейською ім'ям Ашер. Вважається, що ім'я восьмого сина Якова пов'язано з божеством Ашер або Ошрі, що приносить удачу. Таку думку засноване на аналізі вірша Бут.30:13, в якому Лія народивши сина вигукує: івр. באשרי «бе-Ошрі», дослівно — «для моєї удачі». Деякі вчені схильні бачити в цьому вигуку згадку про божество удачі. Якщо така інтерпретація вірна, то Ашера може бути формою жіночого роду імені божества Ашер або Ошрі.
- Зв'язок з аккадським «асіртум» — священне місце.
- Ашера — скорочення довшого титулу, що означає «Пані, яка зневажає Море». Така етимологія має на увазі, що Ашера — руйнівниця водного хаосу, подібно перемозі Мардука над Тіамат.
- Зв'язок з угаритським дієсловом «ʼṯr» — «слідувати». Іменник «ашера», утворений від цього дієслова, спочатку міг означати «супутниця», «дружина».

## Угаритські міфи
У текстах, знайдені в стародавньому місті-державі Угаріті (основне джерело відомостей про Ашеру) Ашера зображується як дружина верховного бога Ела та мати богів. Її також називають «Морська володарка Ашера». У циклі про Ваала вона заступається перед Елем, щоб той забезпечив палац для Ваала. Як богиню-мати, Ашеру слід відрізняти від Астарти, ханаанської богині родючості. У Оповіді про Карату згадується храм Ашери в країні тірійців і сідонян, що дозволяє зробити висновок про поширення культу Ашери в Фінікії.

## Старий Завіт
У єврейській Біблії слово «ашера» стосується не лише богині, а й освяченого стовпа, який представляв божество. Спочатку це могло бути живе дерево, але пізніше це стало дерев'яним стовпом. Повністю розрізнити божество та ці священні стовпи неможливо.
Поклоніння Ашері засвідчене в стародавньому Ізраїлі. Після смерті Соломона і Єровоам I, цар Ізраїлю, і Ровоам Юдейський сприяли поклонінню Ашері. Після того, як ізраїльський цар Ахав одружився з фінікійською принцесою Єзавель, культ Ашери був сильно поширений в Ізраїльському царстві разом з поклонінням Ваалу. Кажуть, що Єзавель підтримувала чотириста пророків Ашери. Однак Тора забороняє культ Ашери. У царстві Юдеї було зроблено різні спроби викорінити її культ. Наприклад, цар Йосія спалив культові предмети Ашери, які його попередник Манасія приніс до Єрусалимського храму. Пророчі судження відображають постійну відданість «священним стовпам».
Термін «ашера» зустрічається біля 40 разів у масоретській редакції. У більшості випадків термін позначає культовий об'єкт, який можна створити, зрубати і спалити.
Цар Аса позбавив свою матір Мааху звання цариці за те, що вона зробила ідола (міплецет) Ашери (євр. «міфлецет лаашера», Vulg.: «in sacris Priapt» — ідол фалічного культу, найбільш огидного для юдеїв). Аса зрубав міплецет і спалив його у потоку Кедрон. Схоже, що цей текст описує впливову царицю юдеїв як учасницю культу Ашери.
Написи, знайдені в Кунтілет Аджруд (Kuntillet ‘Ajrud) (у Негеві) та Кірбет ель-Ком (Khirbet el-Qom) (у Юдеї), згадують благословення «Ягве та його Ашері» з метою здобуття покровительства. Деякі вчені інтерпретують цю фразу як доказ того, що богині Ашері поклонялися як дружині Ягве. На думку інших, Ашера тут вказує на культовий символ/предмет, а не на богиню, бо у давньоєврейській мові до власних імен не приєднувалися займенникові суфікси, а отже, згадка «його Ашері» вказує на те, що мова може йти про предмет, а не про богиню. З іншого боку сумнівно, щоби формула благословення, використовувана для здобуття захисту і заступництва, мала своїм об'єктом дерев'яний стовп. Якщо написи говорять про богиню Ашеру, то це означає, що вона відігравала значну роль у релігії стародавніх ізраїльтян, виступаючи як дружина бога Ягве. Певно, що безліч жіночих фігур з теракоти, віднайдених на теренах стародавнього Ізраїлю, являють собою зображення Ашери.

## Археологія
Археологи в Ізраїлі відзначили відсутність ідола Ашери в житлах після доби руйнування Першого храму в м. Єрусалимі, що свідчить про припинення поклоніння ідолові Ашери, занепад ханаанських традицій в ізраїльському народі та прийняття ним монотеїзму.

## Пам'ять
На честь Ашери названо астероїд «214 Ашера», відкритий в 1880 році.